# Caso Doris Bither

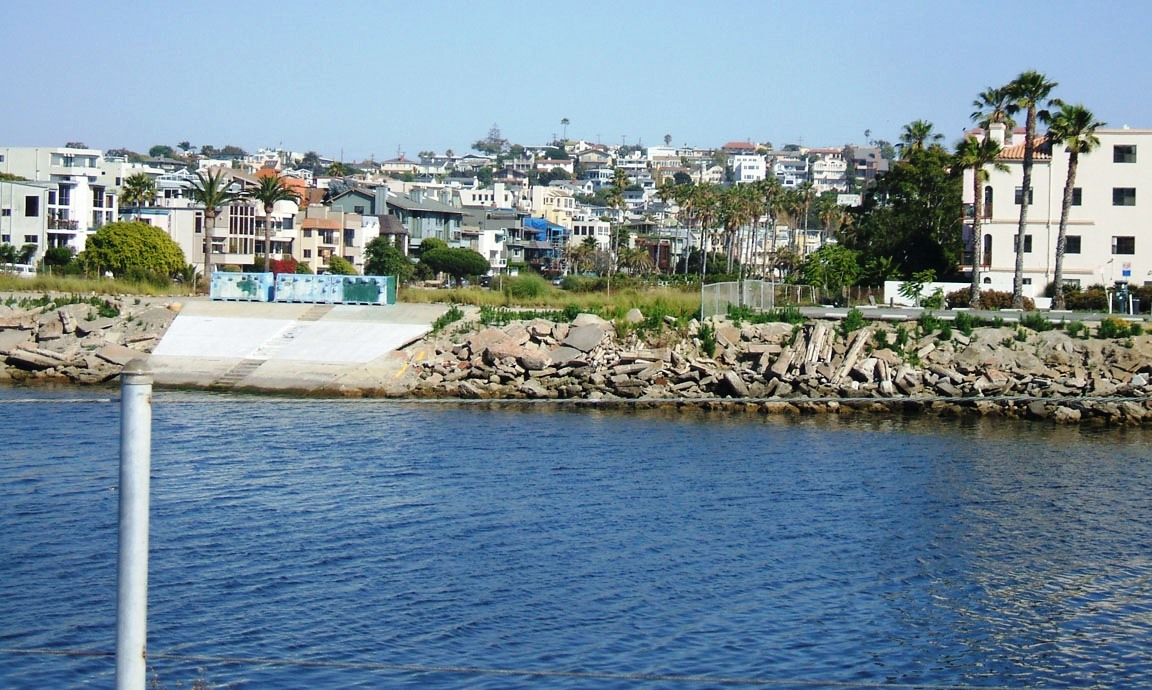
El caso sucedió en Culver City, California, Estados Unidos.

El caso Doris Bither, también conocido como la Entidad inquietante, fue una investigación de 1974 sobre supuestos fenómenos paranormales experimentados por una mujer llamada Doris Bitheren en Culver City, ciudad estadounidense de California.

## Caso

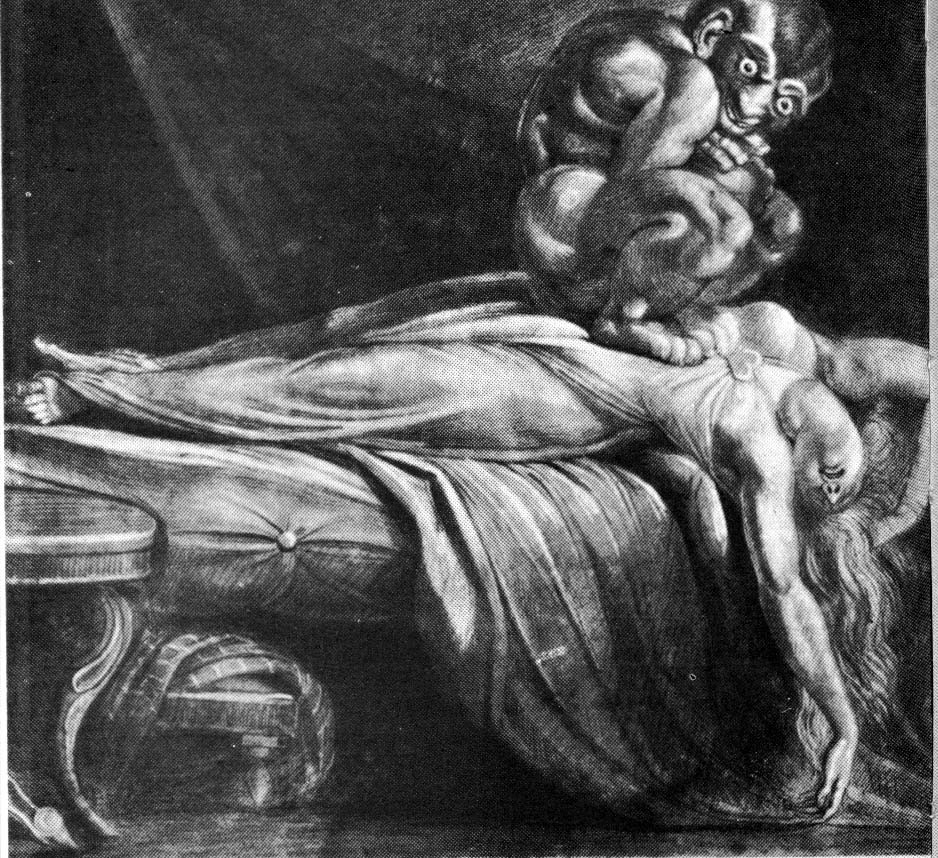
Se teorizó que se trataba de un íncubo.

Doris Bither (1942–1999), una madre soltera con cuatro hijos en 1974 y que vivía en Culver City, afirmó que en su casa observó manifestaciones de formas humanas luminosas y transparentes, eventos poltergeist y fue atacada y violada por una o varias entidades invisibles.
Ella se puso en contacto con los cazafantasmas Kerry Gaynor y Barry Taff, quienes estaban trabajando en la Universidad de California en Los Ángeles para el laboratorio de parapsicología (ahora desaparecido) dirigido por Thelma Moss. Los investigadores paranormales realizaron una entrevista preliminar en la casa de Culver City, el 22 de agosto de 1974, donde teorizaron que un íncubo estaba infestando a Bither.

## Investigación

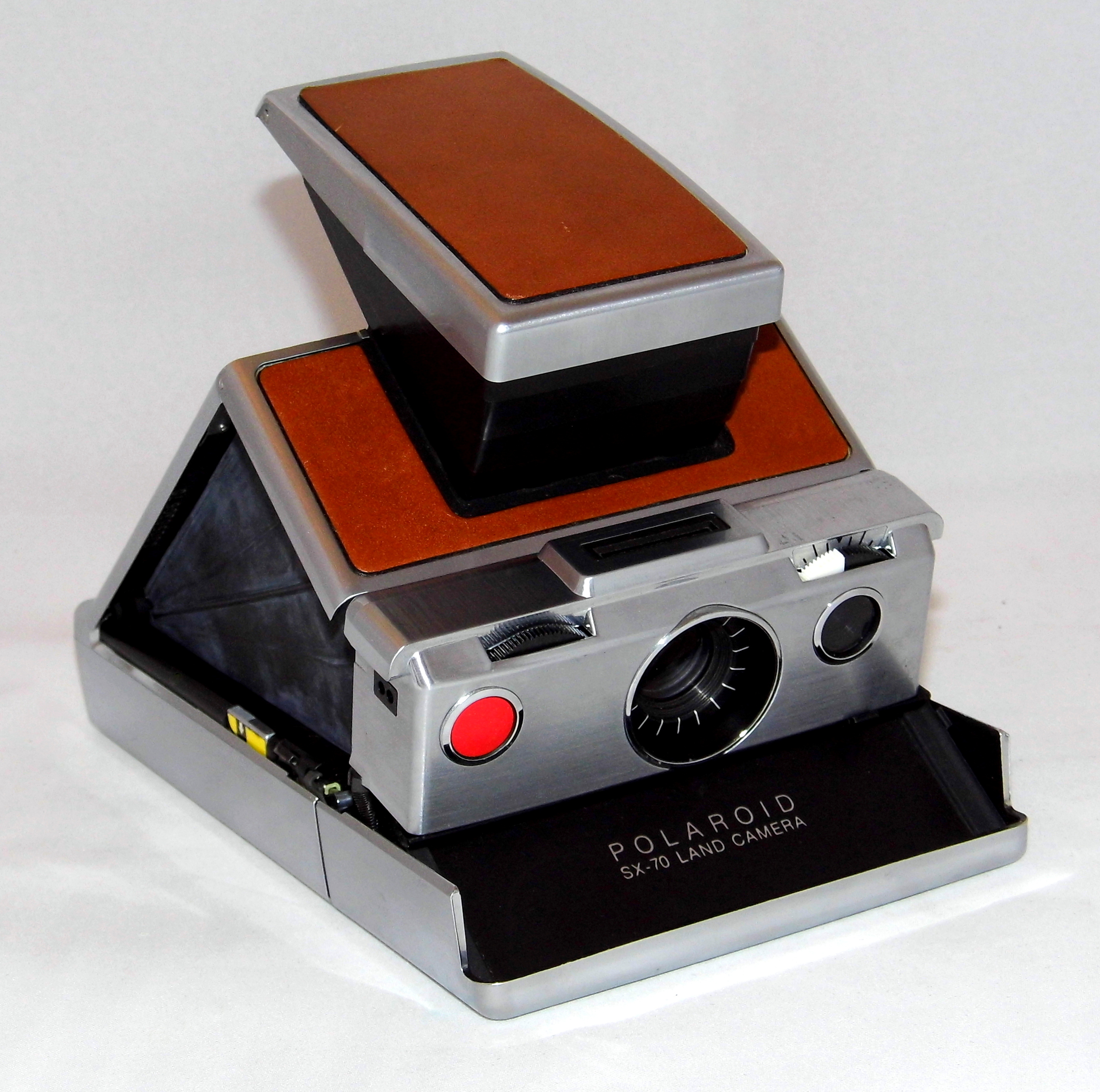
Una cámara Polaroid SX-70 tomó las fotografías.

En la entrevista preliminar los expertos descubrieron que Bither sufrió violencia doméstica en su infancia y había abusado de sustancias durante su adolescencia, creando experiencia traumática para una vulnerable situación contra la posesión demoníaca. También se percataron que la familia ocupaba ilegalmente la casa y estaba en mal estado.
Los cazafantasmas visitaron a la familia durante un período de diez semanas, notaron fenómenos paranormales: actividad poltergeist (objetos que caían solos de los estantes), luces extrañas, malos olores y zonas frías en la casa; e indicaron que los mismos disminuyeron en el transcurso de las visitas. Se unieron a la investigación una supuesta médium, conocida de Bither, y un gran número trabajadores del laboratorio.

### Pruebas
Las fotografías de lo que supuestamente son luces fantasma atmosféricas, tomadas con una cámara Polaroid SX-70 de película instantánea y una cámara de formato de 35 mm, son la única evidencia objetiva recopilada en el transcurso de las visitas. Lo que muestran las imágenes tiene una apariencia de una banda de luz estática y circular; una línea brillante irregular; y áreas sobreexpuestas sin forma.
Un análisis de las fotografías atribuyó el resultado a errores fotográficos comunes, como un objeto delgado cerca de la cámara o la manipulación accidental del dial de exposición. En el caso de las imágenes de 35 mm los contratiempos en el proceso de revelado pueden producir resultados similares a los que se muestran, incluso si se descartan esos errores, ninguna de las áreas más claras es consistente con el rastro que dejaría una luz en movimiento en el material fotográfico.

## Conclusión

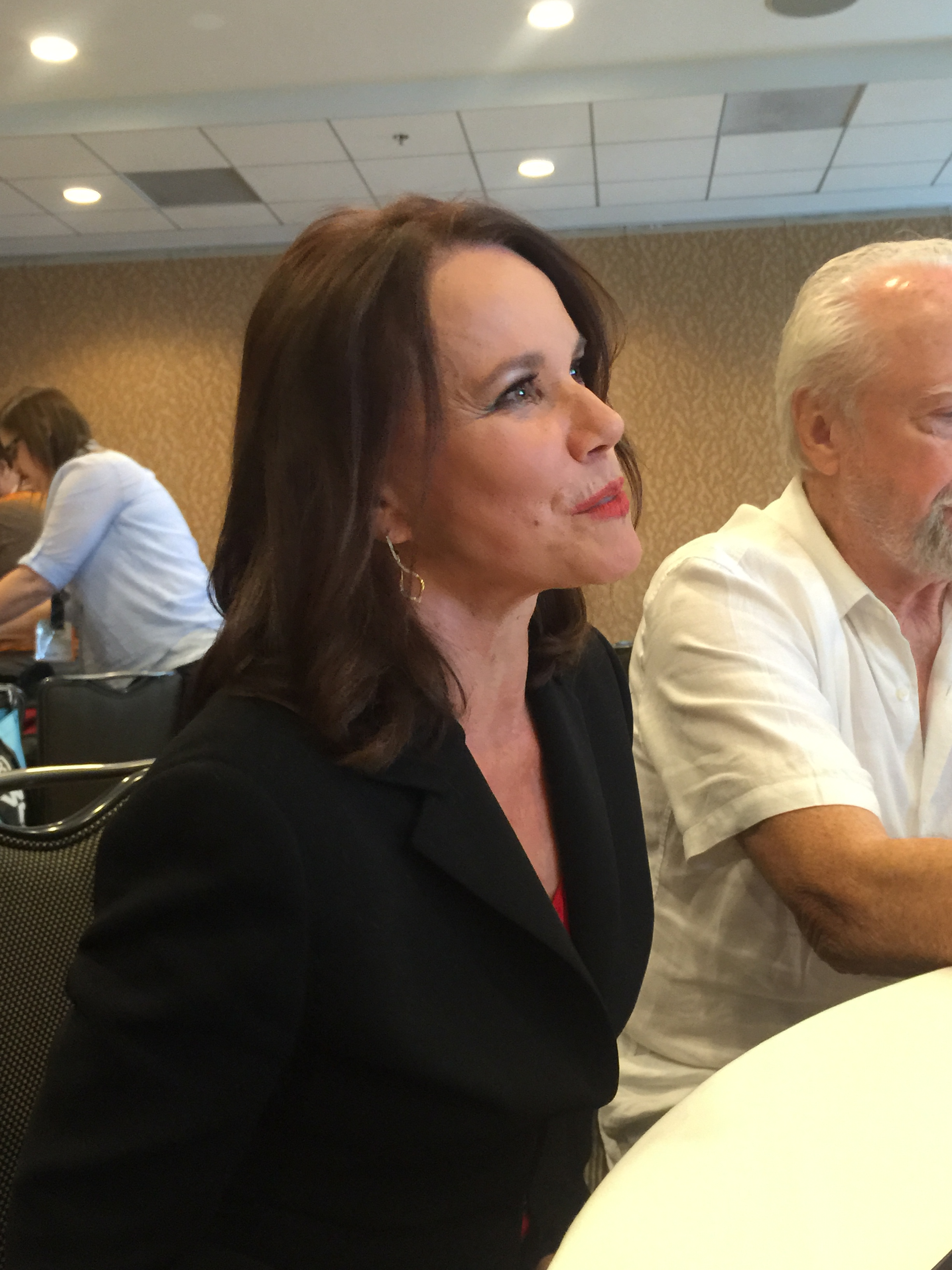
La actriz Barbara Hershey interpretó a Doris Bither en la película El ente.

Gaynor y Taff legaron: una descripción de los fenómenos paranormales que observaron, las mencionadas fotografías y no investigaron la supuesta violación espectral; ya que ésta precedió a su investigación y no se repitió durante ella. Descartaron la presencia de un demonio, concluyendo que el íncubo y por lo tanto la violación no existieron, pero afirmaron que los fenómenos paranormales si sucedieron y calificaron al caso de «inquietante».
En los años 2010 una revisión del caso por Benjamin Radford, un investigador escéptico, concluyó que el caso probablemente involucra a una familia angustiada, técnicas de investigación deficientes y sesgo de confirmación.

## Legado
En los años 1970 el caso se hizo famoso en los Estados Unidos como «la Entidad inquietante» y hoy es el más famoso en todo el Occidente de supuesto ataque de un íncubo.
Luego de concluir la investigación, Doris Bither se mudó con sus hijos al estado de Texas y afirmó que los ataques fueron mermando en frecuencia e intensidad hasta prácticamente extinguirse. Falleció en 1999 y relató que ocasionalmente «el ente» la atacó el resto de su vida.
Frank De Felitta escribió su libro «The Entity» (en español: La Entidad), documentando el caso y lo publicó en 1978. La obra cambió a Culver City por la ciudad de Los Ángeles y los nombres de Doris Bither por Carla Moran y Thelma Moss por Elizabeth Cooley.
En 1982 se estrenó la película El ente, del director Sidney J. Furie, que retrató la historia según el libro anterior y la hizo conocida en todo el mundo.